# Chief Wilson
John Owen Wilson (Austin, Texas, 21 de agosto de 1883-Bertram, Texas, 22 de febrero de 1954), más conocido como Chief Wilson, fue un jugador profesional estadounidense de béisbol que se desempeñó en la posición de jardinero derecho en las Grandes Ligas de Béisbol (MLB).

## Carrera
Wilson jugó como profesional seis temporadas en Pittsburgh Pirates (1908-1913), después pasó a St. Louis Cardinals, donde jugó tres temporadas (1914-1916), y fue el equipo en el que se retiró.

## Títulos
Fue campeón en carreras impulsadas de la Liga Nacional en una oportunidad (1911).